# Kyrkjehaugen
Kyrkjehaugen (Der Kirchhügel) wird ein Grabhügel – ein Rundhügel von etwa 15 Meter Durchmesser und zwei Meter Höhe – genannt, der sich etwa 20 Meter westlich der Stødle-Kirche außerhalb der Friedhofsmauer an der Kirche befindet. Die Stødle-Kirche steht im Nordosten von Etne im Fylke Vestland in Norwegen.
Der Hügel liegt am Rand einer Terrasse, die früher eine große Anzahl von Grabhügeln aufwies. Die meisten Grabhügel wurden wohl beim Pflügen der Felder um die Hügel allmählich abgetragen.
Auf der Kuppe des Grabhügels steht der Bautastein von Kyrkjehaugen. Der Menhir steht nicht an seiner ursprünglichen Stelle. Er war in der Kirchenmauer vermauert, wurde während der Renovierung der Kirche entfernt und neu auf dem Hügel errichtet. Er stand wohl ursprünglich in der Umgebung, aber der eigentliche Fundort ist unbekannt.
Nordwärts der Kirche liegen die Reste eines großen Grabhügels namens Bogahaugen. Er wies einen Durchmesser von fast 30 Metern auf, aber das meiste wurde durch das Bewirtschaften der umliegenden landwirtschaftlichen Fläche zerstört.